# Robert Markowitz
Pour les articles homonymes, voir Markowitz.
Robert Markowitz, né le 7 février 1935 à Irvington (New Jersey), est un réalisateur américain, ainsi qu'un champion d'arts martiaux.

## Biographie
Robert Markowitz a réalisé de nombreux films pour la télévision comme Trop jeune pour mourir (1990), Decoration Day (1990), Because Mommy Works (1994), Pilotes de choix (1995), Gatsby le Magnifique (2000), The Pilot's Wife (2003), Word of Honor (2003) et Avenger (2006).
Il réalise également des épisodes de séries télévisées comme Delvecchio, Serpico et Histoires fantastiques.
Son dernier travail est le téléfilm Avenger avec Sam Elliott and Timothy Hutton, réalisé pour TNT en 2006.
Sur le plan sportif, il a remporté des compétitions de karaté de haut niveau.

## Filmographie partielle
Téléfilm
- 1989 : Appel au secours (A Cry for Help: The Tracey Thurman Story)
- 1997 : La Bible : David